# Universidade de Salamanca
A Universidade de Salamanca (em castelhano:  Universidad de Salamanca) é uma instituição de ensino superior pública, situada na cidade de Salamanca, na Espanha. É a universidade mais antiga daquele país e a quarta fundada na Europa, posterior somente às universidades de Bolonha, Oxford e Paris.

## História
Excluindo-se a efémera Universidade de Palência nos anos de 1175 a 1180 (que nunca foi reconhecida efetivamente com o título de universidade), a Universidade de Salamanca é a mais antiga da Península Ibérica.
Como conjunto de escolas catedrais, foi criada em 1134 por el-rei Afonso VII. A fundação da Universidade, como tal, data do ano 1218 por el-rei Afonso IX, com a categoria de Estudo Geral do seu reino. O título de Estudo Geral indicava a diversidade das disciplinas ensinadas, a sua condição de estabelecimento público, isto é, sem o carácter privado de colégios anteriores, sendo uma instituição aberta a todos que para ela tivessem merecimento (no conceito da época). A condição de Estudo Geral garantia também o reconhecimento real dos títulos que fossem concedidos. Em 1255, recebeu o título de universidade pelo Papa Alexandre IV.
A instituição levou cerca de dois séculos para conseguir contar com edifícios próprios onde ministrar a docência. Até ter edifício próprio, as aulas eram ministradas no claustro catedralício do templo magno da cidade, em casas arrendadas ao cabido e na igreja de San Benito.

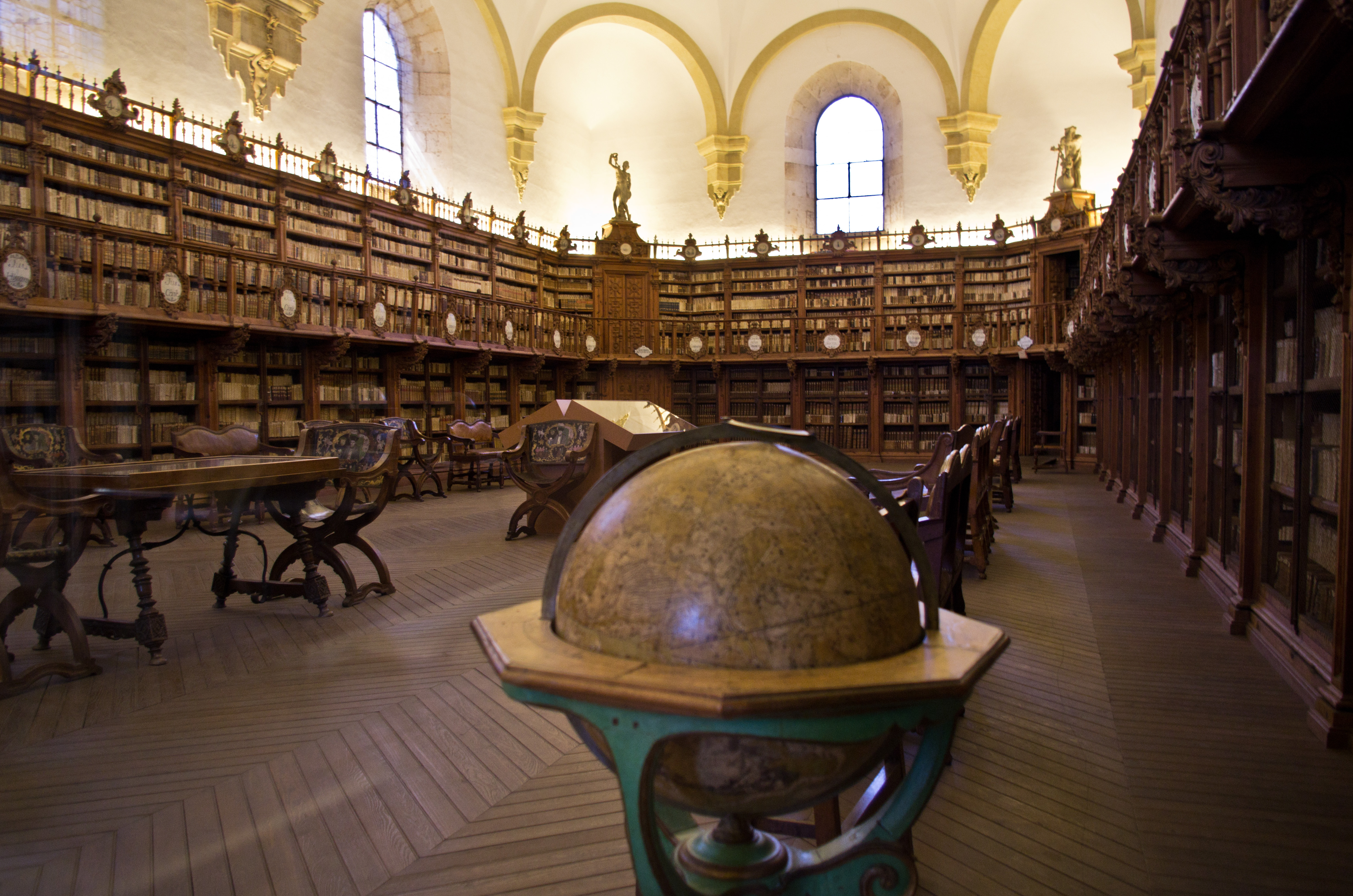
Sala da Biblioteca Antiga

Durante o reinado de Afonso X, o Sábio, o Estudo Geral foi transformado em Universidade. O cardeal aragonês Pedro de Luna, que, depois, seria o papa de Avinhão Bento XIII, foi um grande protector da instituição, impulsionando a compra dos primeiros edifícios e a construção das Escuelas Mayores, o edifício histórico da Universidade, a partir do ano 1411.
Para além das Escolas Universitárias (o equivalente às actuais Faculdades), o ensino eram ministrado em Colégios Mayores, para licenciaturas e doutoramentos, e Colégios Menores, para bacharelato. Os colégios eram, em geral, organizados segundo a origem maioritária dos seus estudantes. De entre os mais importantes, destacam-se os colégios de Oviedo, de Cuenca, dos Nobres Irlandeses, de Anaya e de San Bartolomé, entre outros.
Entre muitas outras questões pioneiras em diversos ramos do saber, coube, ao claustro desta Universidade, discutir a viabilidade do projecto de Cristóvão Colombo e as consequências que adviriam da veracidade das suas afirmações. Uma vez descoberta a América, nele se discutiu sobre o direito dos indígenas ameríndios a serem reconhecidos com plenitude de direitos pessoais, algo revolucionário para a época. Nele, também se analisaram, pela primeira vez de forma sistematizada, os processos económicos, e se procedeu ao desenvolvimento da ciência do direito.
Para além das contribuições pioneiras para a ciência, a Universidade de Salamanca foi um importante foco humanista e a principal fonte de que se nutria a administração da monarquia hispânica para criar e manter o seu Estado e a administração imperial que lhe estava associada.
Matemáticos de Salamanca estudaram a reforma do calendário por encargo do papa Gregório XIII e propuseram a solução que, posteriormente, se adoptou.

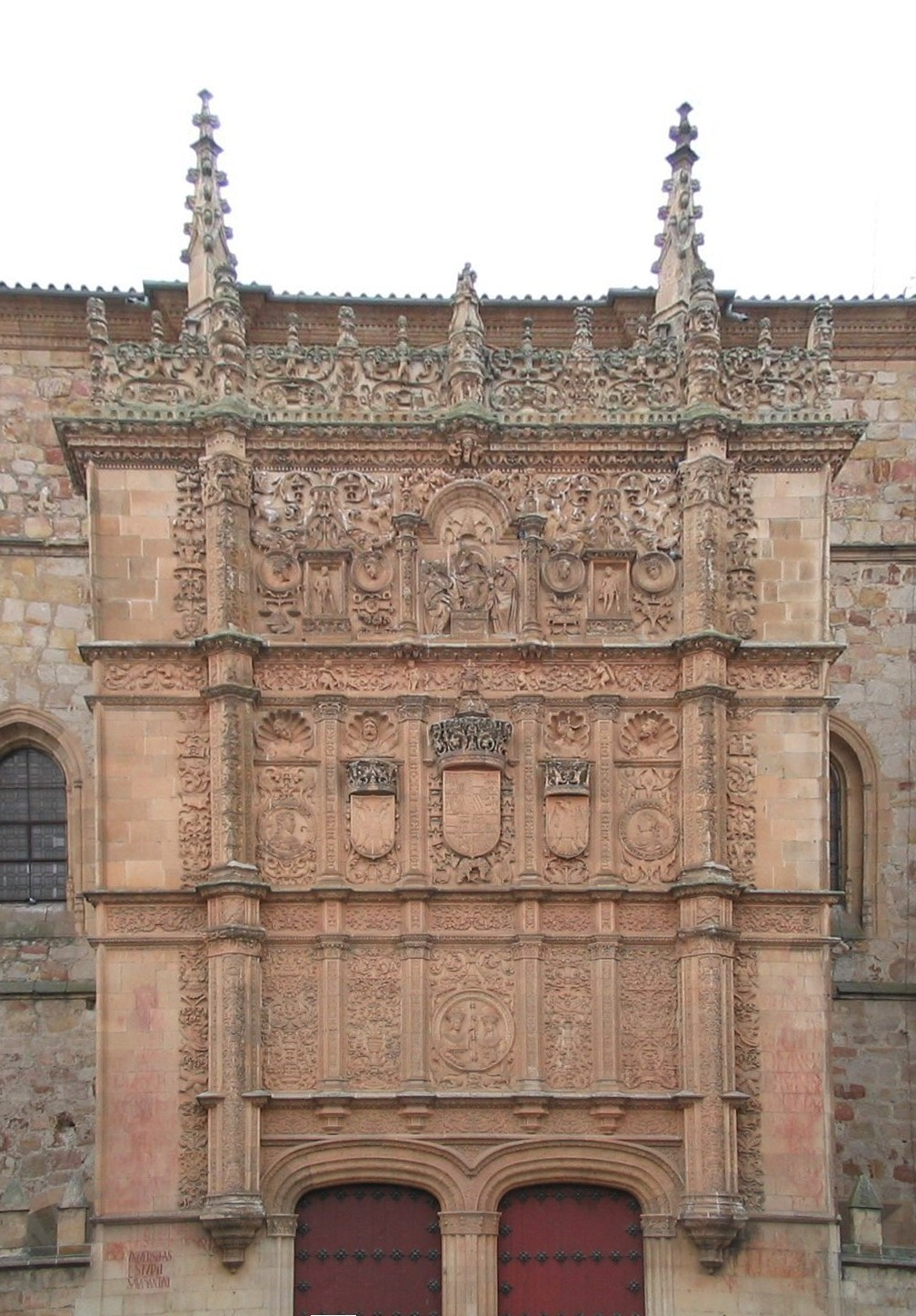
Fachada das Escolas Maiores da Universidade de Salamanca

O auge da fama da instituição atingiu-se em finais do século XVI, período em que, nela, conviveram alguns dos intelectuais mais brilhantes da Península Ibérica, formando o que ficou conhecido como a escola de Salamanca. Por volta de 1580, a Universidade salamantina admitia cerca de 6 500 estudantes novos em cada ano, fazendo, dela, uma das maiores do mundo de então.
A influência da Universidade de Salamanca ultrapassou em muito as fronteiras de Castela, atraindo numerosos estudantes e investigadores estrangeiros. Foram muitos os portugueses que nela cursaram, incluindo alguns dos mais brilhantes intelectuais portugueses do Renascimento.
Durante a Invasão Francesa (1807-1814), muitos dos seus Colegios Mayores foram destruídos, não porque tivesse ocorrido qualquer batalha em Salamanca, antes por simples espírito destruidor e também para utilizar as pedras para construir defesas.
Naqueles incidentes, as bibliotecas da Universidade foram espoliadas dos seus melhores fundos. Os livros foram recapturados na bagagem do rei José I após a batalha de Vitoria (1813), e uma parte dos fundos foram oferecidos por Fernando VII a Lord Wellington, como agradecimento. A parte restante foi integrada na Biblioteca do Palácio Real. Este último fundo foi recuperado pela Biblioteca da Universidade em 1954.
Com mais de 35 000 alunos, a Universidade de Salamanca é, hoje, uma das instituições universitárias mais prestigiadas da Europa, atraindo estudantes de toda a Espanha e do mundo de língua castelhana.
A 18 de abril de 2018, foi feita Membro-Honorário da Ordem Militar de Sant'Iago da Espada, de Portugal.

## Personalidades
Por esta Universidade, passaram, na qualidade de alunos ou professores, algumas das personalidades dominantes da intelectualidade espanhola, e não só, dos últimos seiscentos anos:
- Francisco de Vitoria, precursor do Direito Internacional, junto com Hugo Grocio e participante no concílio de Trento;
- Domingo de Soto, discípulo do anterior, participou no concílio de Trento e fez parte da Junta de Valladolid sobre a questão dos direitos dos ameríndios;
- Martín de Azpilcueta, economista que descreveu pela primeira vez o fenómeno de inflação, antes de Jean Bodin;
- Fernando de Rojas, autor de La Celestina;
- Juan de Yepes Álvarez, mais conhecido por São João da Cruz, místico e teólogo, santo da Igreja Católica Romana;
- Antonio de Nebrija, humanista e autor da primeira gramática da língua castelhana;
- Hernán Cortés, conquistador do México;
- Luis de Góngora y Argote, mais conhecido por Góngora, um dos maiores escritores espanhóis de todos os tempos, parte da geração do Século de Ouro das letras hispânicas;
- Abraão Zacuto, grande astrónomo judaico que foi conselheiro dos reis de Portugal;
- Beatriz Galindo, "La Latina", provavelmente a primeira mulher professora universitária;
- Gaspar de Guzmán, conde-duque de Olivares, valido do rei Filipe IV de Espanha;
- Giulio Raimondo Mazzarini, mais conhecido por Cardeal Mazarino, primeiro-ministro do rei Luís XIV de França;
- Calderón de la Barca, escritor e poeta;
- Miguel de Unamuno, que foi, por três vezes, reitor da Universidade;
- José María Gil-Robles, político, jurista e advogado;
- Pedro Salinas, escritor
- Enrique Tierno Galván, político
- Adolfo Suárez, primeiro presidente de governo democrático da Espanha pós-franquista.
- Juan Manuel de Prada, escritor

### Portugueses
- Pedro Nunes (1502-1578), matemático
- Gaspar Frutuoso (1522-1591), historiador açoriano;
- Amato Lusitano (1511-1568)